# Mạnh Mẫu

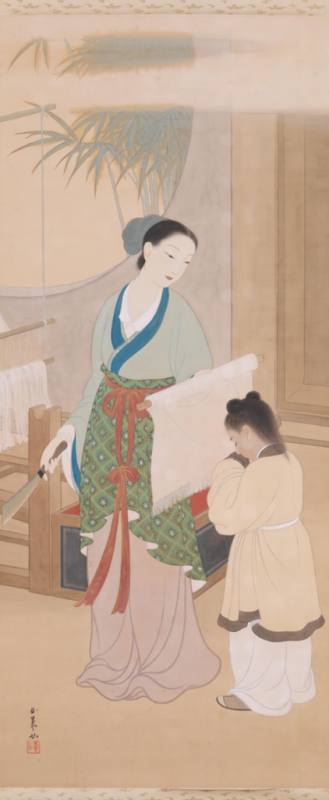
Tranh Mạnh Mẫu đoạn cửi (孟母断機図) của Kurihara Gyokuyo (1921)

Mạnh Mẫu (chữ Hán: 孟母), mẹ của Mạnh Tử, là một người phụ nữ nổi tiếng thời Chiến Quốc vì cách dạy con, lưu danh với những câu chuyện như "Mạnh mẫu tam thiên" (Mạnh mẫu ba lần chuyển nhà) và "Đoạn trữ giáo tử" (chặt khung cửi dạy con).

## Tiểu sử
Do các tài liệu lịch sử không ghi rõ năm sinh và năm mất của bà, rất ít thông tin về cuộc đời của Mạnh mẫu. Theo Mạnh Tử thế gia tộc phổ, Thế phổ, Mạnh Tử là hậu duệ của Lỗ Hoàn công, có quan hệ họ hàng với dòng dõi quý tộc họ Đảng ở nước Lỗ. Cha của Mạnh Tử là Kích Công Nghi, được cho là đã lấy con gái của một công tử nước Ngụy tên là Chưởng Khải làm vợ. Tuy nhiên, vì sử sách không ghi chép cụ thể, các thông tin này chủ yếu dựa trên các tài liệu tộc phổ và các ghi chép dân gian.
Có nhiều tranh cãi xoay quanh họ của Mạnh mẫu. Trong khi một số nguồn ghi rằng bà thuộc họ Chưởng, một số tài liệu khác lại ghi là họ Lý. Một số học giả cho rằng chữ "Chưởng" (仉) thực chất là cách viết khác của "Lý" (李) và trong quá trình khắc bia mộ, chữ "Lý" có thể đã được sửa thành chữ "Chưởng". Những sự khác biệt này khiến cho việc xác định chính xác xuất thân của Mạnh mẫu trở nên khó khăn, nhưng bà vẫn được coi là con gái của một đại phu nước Lỗ. Thời nhà Nguyên, năm Diên Hữu thứ ba (1316), Nguyên Nhân Tông truy phong cha của Mạnh Tử làm Chu Quốc công và mẹ ông là Chu Quốc Tuyên Hiến phu nhân.

## Giai thoại
Theo truyền thuyết, Mạnh Tử từ nhỏ đã mất cha, chỉ còn mẹ nuôi dưỡng và dạy dỗ. Để đảm bảo con mình có môi trường sống và học tập tốt nhất, Mạnh mẫu đã ba lần chuyển nhà. Ban đầu, hai mẹ con sống gần nghĩa địa, nơi cậu bé Mạnh Tử thường bắt chước các nghi lễ tang lễ. Mạnh mẫu thấy vậy, lo ngại việc này sẽ ảnh hưởng đến tương lai của con, nên chuyển nhà đến gần chợ. Tuy nhiên, Mạnh Tử lại bắt chước cách người ta giết mổ và buôn bán ở chợ, khiến bà tiếp tục lo lắng. Cuối cùng, bà quyết định chuyển nhà đến gần trường học. Tại đây, Mạnh Tử bắt đầu bắt chước những lễ nghi và hành vi học thuật của các học sinh, khiến bà hài lòng và quyết định định cư lâu dài. Câu chuyện này về sau trở thành biểu tượng của tinh thần dạy dỗ con đúng cách và kiên nhẫn của Mạnh mẫu.
Một lần, khi Mạnh Tử còn nhỏ, cậu đã trốn học về nhà. Thấy con mình không nghiêm túc trong học tập, Mạnh mẫu đã lấy kéo và cắt tấm vải đang dệt trên khung cửi. Ngạc nhiên, Mạnh Tử hỏi mẹ lý do. Bà giải thích: "Con bỏ bê việc học cũng giống như ta cắt đứt sợi vải này. Người có đức hạnh học để rèn luyện danh tiếng, hỏi nhiều để mở mang tri thức. Vì vậy mới được an yên, tránh xa tai họa. Nay con lười học, sẽ khó tránh khỏi phải làm những công việc thấp hèn, khó thoát khỏi tai ương". Câu chuyện này đã truyền đạt một bài học sâu sắc về sự kiên trì và quyết tâm trong việc học.

## Tôn vinh
Vì những đóng góp to lớn của bà trong việc dạy dỗ Mạnh Tử trở thành nhà Nho vĩ đại, Mạnh mẫu được người đời sau kính trọng và tôn vinh là hình mẫu mẫu mực của một người mẹ hiền. Cùng với Nhạc mẫu, mẹ của Nhạc Phi và Từ mẫu, mẹ của Từ Thứ thời Tam Quốc, Mạnh mẫu được xem là một trong ba người mẹ hiền nổi tiếng nhất trong lịch sử Trung Quốc, được gọi là "Hiền lương Tam mẫu", trong đó Mạnh mẫu được xếp ở vị trí cao nhất.